# Pfarrkirche Schönkirchen

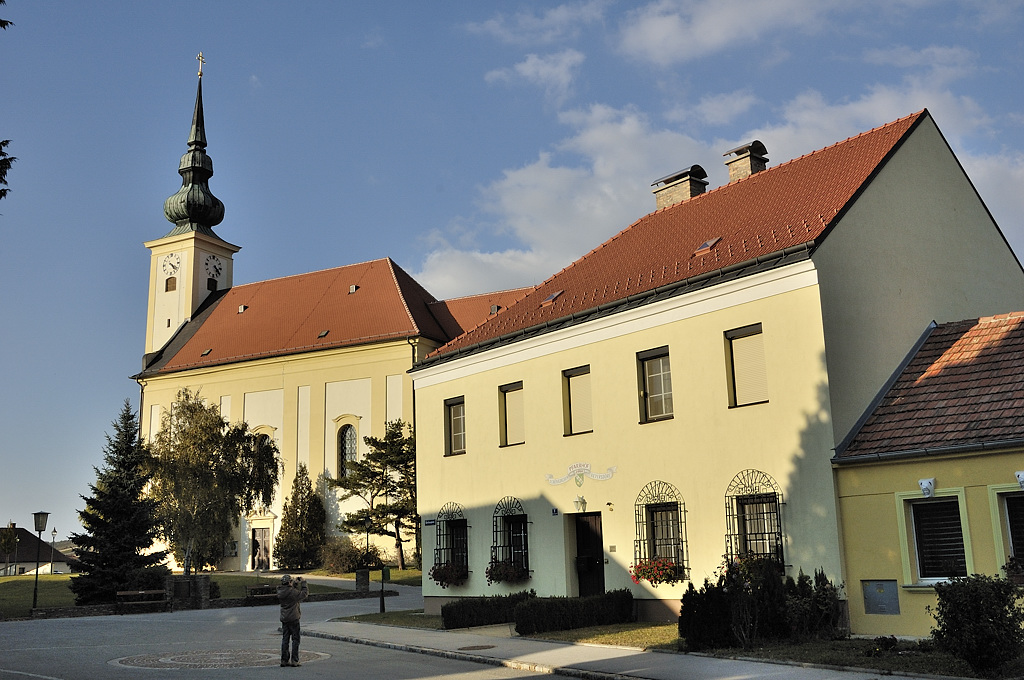
Katholische Pfarrkirche hl. Markus in Schönkirchen

Die römisch-katholische Pfarrkirche Schönkirchen steht weithin sichtbar im Nordwesten der Ortschaft Schönkirchen in der Marktgemeinde Schönkirchen-Reyersdorf im Bezirk Gänserndorf in Niederösterreich. Die dem Patrozinium des hl. Markus unterstellte Pfarrkirche gehört zum Dekanat Gänserndorf im Vikariat Unter dem Manhartsberg der Erzdiözese Wien. Die Kirche steht unter Denkmalschutz (Listeneintrag).

## Geschichte
Die Pfarre wurde um 1200 gegründet, urkundlich vor 1246.
Der im Kern romanische Westturm entstand im 13. Jahrhundert, was bei einer Grabung 1979 bestätigt wurde. Der barocke Bau erfolgte von 1695 bis 1698.

## Architektur
Der mächtige im Kern mittelalterliche Barockbau war ursprünglich von einem Friedhof umgeben.
Das Kirchenäußere zeigt einen schlanken schräg in die Westfront des Langhauses vorgestellten viergeschoßigen Turm, die Schallfenster sind segmentbogig, er trägt einen spitzen Zwiebelhelm. Das hohe Langhaus unter einem mächtigen Satteldach zeigt eine Doppellisenengliederung zwischen schmalen Rundbogenfenstern mit strengen Verdachungen. Der eingezogene Chor ist fast so hoch wie das Langhaus. Nördlich des Chores steht die zweigeschoßige Sakristei mit einer Wendeltreppe in einen ausstehenden runden Turm. Die Weiheinschrift über dem Hauptportal zeigt das Jahr 1698 und innen das Wappen Walhorn.
Das Kircheninnere zeigt ein weites dreijochiges Langhaus unter einem Tonnengewölbe mit Stichkappen über Doppelgurten auf starken Wandpfeilern mit Doppelpilastern mit reich verkröpftem Gebälk. Die leicht vorgewölbte platzlunterwölbte Orgelempore mit Putzfeldern war ursprünglich dreiteilig, heute ist nur die Mitte offen und die Seiten sind vermauert. Der einjochige Chor mit einem Dreiachtelschluss ist kreuzgratgewölbt, er zeigt Pilaster mit verkröpftem Gebälk. Die Sakristei hat ein Tonnengewölbe mit versetzten Stichkappen, darüber ein Oratorium mit einem Rundbogenfenster zum Chor.
In der Apsis gibt es ein Fresko Dreifaltigkeit aus der zweiten Hälfte des 19. Jahrhunderts.

## Einrichtung
Der Hochaltar steht auf einem freistehenden klassizistischen Altartisch. Der Tabernakel mit adorierenden Engeln ist aus dem Ende des 18. Jahrhunderts. An der Chorschlusswand befindet sich ein bemerkenswertes Leinwandbild Sacra Conversatione mit den Heiligen Rainer und Markus sowie die Stifterfamilie Erzherzog Rainer, gemalt von Leopold Kupelwieser 1835, restauriert 1980.
Die spätklassizistische Orgel mit 8 Registern baute Josef Loyp 1842. Zwei Glocken goss Georg Arnold 1601 und 1604.

## Grabdenkmäler
- Im Chor ein Wappengrabstein der Familie Walhorn 1725.